# 道山ケイ
道山 ケイ（みちやま けい）は、思春期の子育てアドバイザー、講演家、著者、Youtuber、Instagramr。親を変えることで子どもの成績を上げるプロ。

## 人物
元中学校教師で、学級崩壊の地獄と学年最下位クラスを９ヶ月で学年トップに変えた天国を経験。
この体験から道山流思春期の子育て法を確立。
年間３０００組の親子をサポート。全国各地で開催される有料勉強会もすぐに満席になる。
２０２５年４月時点で登録者数２７０００人を超えるメルマガを配信。
毎年全国各地のPTA向け・教育団体向けに講演会を行っている。

## 出版
- 道山ケイ『高校受験　志望校に９７％合格する親の習慣』（青春出版社 2020年3月）
- 道山ケイ『中学生の勉強大全』（主婦の友社 2021年3月）
- 道山ケイ『ウチの子、最近、思春期みたいなんですが親子でイライラせずに乗り切る方法、教えてください！』（すばる舎 2022年4月）
- 道山ケイ『マンガでわかる中学生の成績アップ勉強法』（主婦の友社 2023年3月）

## メディア出演
出演番組
- アップ！（名古屋テレビ 2022年11月17日）-SNSで発散する『隠れ反抗期』に注意
- AbemaTV（2024年6月6日）-子どもから“おつかい”“反抗期“が消えている?令和時代のお手伝い&子育てを議論

掲載記事
- 『勉強しなさいと言わなくても子どもが自ら勉強する言葉とは』（ASCii.jp 2020年4月1日）
- 『成績が上がる子どもの親が心がけている「3つのステップ」とは』（ダイヤモンドオンライン 2020年4月8日）
- 『中学生の勉強に親のサポートは必要？過干渉？ 高校受験成功の心得』（青春オンライン 2021年1月10日）
- 『勉強できたって幸せじゃない』（女性セブン 2021年2/11号）
- 『いま YouTube の勉強講座が大注目！』（明治安田生命Webマガジン 2021年6月16日）
- 『成績が｢オール4以上｣の中学生の親の習慣3つ』（東洋経済オンライン 2021年7月4日）
- 『「ままのわぱぱのわ」入試必勝家庭の３か条』（西日本新聞 2021年8月27日）
- 『「いち高合格BOOK４」問題を解かない時間の使い方』（ベネッセ 進研ゼミ中学講座 2021年10月20日）
- 『暮らし欄』（読売新聞 2022年2月3日）
- 『母親の学力で子どもの成績が決まるは本当か？』（女性セブン 2022年4/14号）
- 『｢親の愛情不足｣感じる子に見えがちな3つの特徴』（東洋経済オンライン 2022年5月4日）
- 『干渉しすぎる親に絶望した子に起こる3つの悲劇』（東洋経済オンライン 2022年5月11日）
- 『子どもの成績を下げる親と上げる親｢3つの違い｣』（東洋経済オンライン 2022年5月18日）
- 『地元中に進んだあとも、わが子が自分を保つためには』（日経xwoman 2022年10月4日）
- 『「いち高合格BOOK４」問題を解かない時間の使い方』※再掲載（ベネッセ 進研ゼミ中学講座 2022年10月14日）
- 『「勉強しなさい」と繰り返しても関係が悪くなるだけ　保護者が中高生の子どもとの距離を縮めるには』（朝日新聞 EduA 2023年3月19日）
- 『小学校で優秀な子が中学であっけなくつまずく訳』（東洋経済オンライン 2023年4月11日）
- 『今から始める夏伸び準備３つのコト』（進研ゼミ中学講座中３保護者通信 2023年5月）
- 『小学生が「習い事をやめたい」ときの本音とは？』（小学館HugKum 2023年5月）
- 『睡眠4時間、勉強熱心だけど…授業中に居眠り 原因は親のプレッシャー？』（朝日新聞Thinkキャンパス 2023年11月24日）
- 『K-POPに夢中で勉強しない高2女子、参考書代でグッズ購入 「ママも推し活してるでしょ」確かにそうだけど…』（朝日新聞Thinkキャンパス 2023年11月26日）
- 『専門学校卒で、大学受験の知識なし…子どもに合う大学、どう探せばいい？』（朝日新聞Thinkキャンパス 2023年12月19日）
- 『メジャーじゃない外国語を大学で勉強したい娘…その希望、サポートすべき？』（朝日新聞Thinkキャンパス 2023年12月25日）
- 『【相談】私を無視する息子、夫は「放っておけ」…受験の話、どうしたらいい？』（朝日新聞Thinkキャンパス 2024年2月8日）
- 『一人暮らしがしたい息子、心配な母…大学入学で迎える転機、どう解決する？』（朝日新聞Thinkキャンパス 2024年2月10日）
- 『納得の受験校の決め方と実力を伸ばす勉強法』（ベネッセ 進研ゼミ中学講座 中３保護者通信 2024年10月）